# Thomas Henry Huxley
Thomas Henry Huxley (pronunțat /[haksli]/; n. 4 mai 1825, Middlesex, Anglia, Regatul Unit al Marii Britanii și Irlandei – d. 29 iunie 1895, Eastbourne, Anglia, Regatul Unit al Marii Britanii și Irlandei) a fost un biolog britanic, om de știință, reprezentant al agnosticismului. A avut o mare influență asupra științelor naturale din secolul al XIX-lea. A fost susținător al empirismului lui David Hume și a Teoriei evoluționiste a lui Charles Darwin, fiind poreclit „Bulldog-ul lui Darwin” (Darwin's Bulldog).

## Biografie

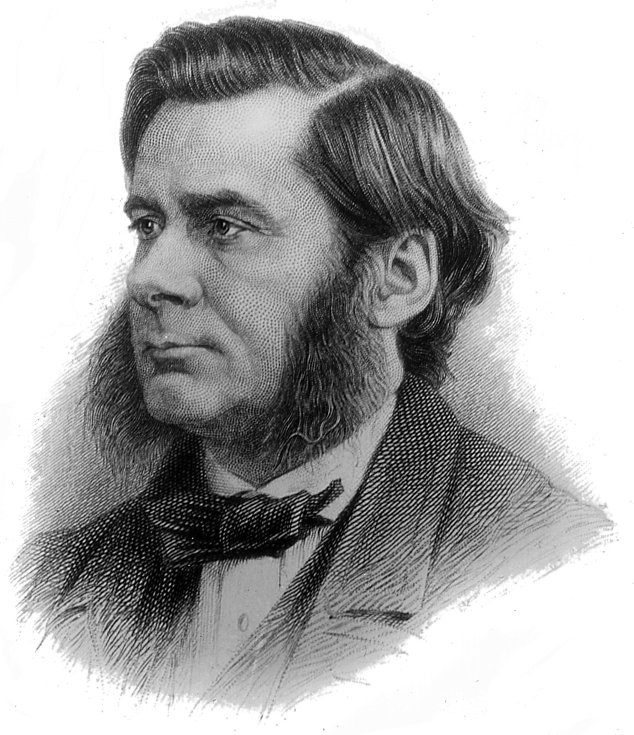
Thomas Henry Huxley (1874)

### Familia

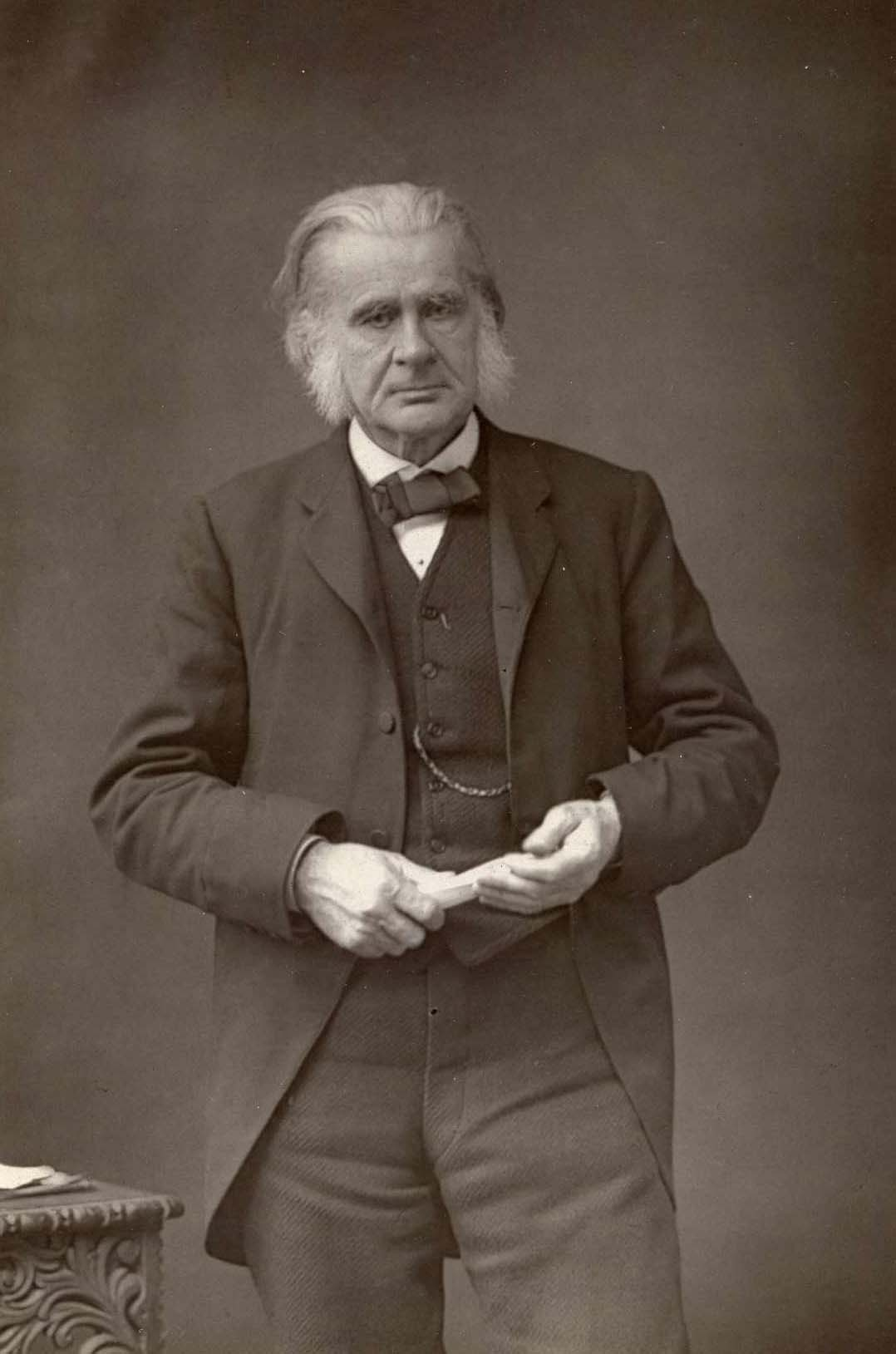
Thomas Henry Huxley (1891)

Thomas Henry Huxley s-a născut pe 4 mai 1825, în familia unui profesor în Ealing. Părinții lui, George Huxley și Rachel Withers s-au căsătorit în 1810. Thomas Henry era al șaptelea copil și, în același timp, cel mai tânăr din cei opt care a supraviețuit.  Nepoții săi (ca bunic) au fost: biologul și secretarul general UNESCO Julian Huxley (1887-1975), scriitorul Aldous Huxley (Brave New World, 1932) și medicul Andrew Fielding Huxley (1917-2012).
Huxley și soția sa au avut cinci fiice și trei fii:
- Noel Huxley (1856–1860), decedat la vârsta de 4 ani.
- Jessie Oriana Huxley (1856–1927), căsătorită în 1877 cu arhitectul Fred Waller.
- Marian Huxley (1859–1887) căsătorită cu artistul John Collier in 1879.
- Leonard Huxley (1860–1933), căsătorit cu Julia Arnold.
- Rachel Huxley (1862–1934) căsătorită civil cu inginerul Alfred Eckersley în 1884.
- Henrietta (Nettie) Huxley (1863–1940), căsătorită cu Harold Roller
- Henry Huxley (1865–1946)
- Ethel Huxley (1866–1941) căsătorită cu artistul John Collier în 1889.

### Carieră profesională
Profesor de științe naturale și zoologie la Royal School of Mines (Școala Regală de Inginerie a Minelor) din Londra (1854-1885) și profesor de anatomie comparată la Imperial College din Londra. Prieten și colaborator al lui Charles Darwin, apărător al transformismului și unul dintre propagatorii teoriei darwiniste, pe care a susținut-o cu convingere. A afirmat antropogeneza din maimuță și că păsările se trag din dinozauri. A căutat dovezi privind afinitățile dintre om și maimuța antropoidă. A studiat nevertebrate marine. Fiu al unui director de școală; a studiat la University of London, unde a obținut diploma în medicină, practicând apoi chirurgia. 
În tinerețe, a efectuat (1846-1850), ca medic de vas, o expediție de cercetare în sudul Oceanului Pacific și Australia, întreprinsă de HMS Rattlesnake. Cu acest prilej, a efectuat numeroase studii asupra vietăților oceanice de-a lungul coastelor Australiei și Noii Guinee. A devenit cunoscut în urma publicării (din 1850) a lucrărilor sale asupra individualității animalelor, a unor moluște, a metodelor de paleontologie, a principiilor științifice, precum și a științei educației. În 1854, a fost numit profesor de științe naturale la Londra și a avut o activitate didactică îndelungată la Royal School of Mines (Institutul Regal de Minerit). A fost unul dintre pionierii învățământului practic al biologiei. În paralel, a desfășurat cercetări de zoologie, anatomie comparată, embriologie, fiziologie, paleontologie, antropologie și geologie. A studiat structura și funcționarea  nervilor și a craniului la vertebrate.
A avut o concepție materialistă despre lumea vie, el fiind printre primii și cei mai înfocați susținători ai darwinismului. Din anul 1859, a început să publice lucrări documentate științific pentru combaterea ideilor și teoriilor care se opuneau darwinismului. A pus în evidență bazele filosofice ale darwinismului, susținând principii materialiste pe care le numea însă agnosticism (în loc de materialism). Este primul zoolog care a afirmat deschis descendența omului din maimuță, ca o consecință a aplicării darwinismului în antropogeneză. Biologul britanic Thomas Henry Huxley, darwinist convins, a combătut criticii clericali ai darwinismului, manifestându-se, în deosebi, în cadrul unei polemici deschise (1860) pe tema evoluției cu episcopul Samuel Wilberforce, supranumit „Sam lingușitorul”, anclanșată cu prilejul unei întâlniri anuale (1860) a Asociației Britanice pentru Progresul Științei; dezbaterile purtate au atras atenția opiniei publice. În anul următor (1861), Huxley a efectuat studii valoroase de paleontologie și taxonomie, în special de taxonomia păsărilor. Spre sfârșitul vieții, s-a interesat de teologie. Pe plan filosific, a promovat idei materialiste și a introdus termenul de agnostic/ agnosticism. Se crede că a pus în circulație termenul agnostic pentru a-și defini convingerile.
Puțini oameni de știință din generația sa s-au dovedit a fi atât de eficienți și de influenți prin ideile și acțiunile lor ca Thomas Huxley.

## Lucrări publicate

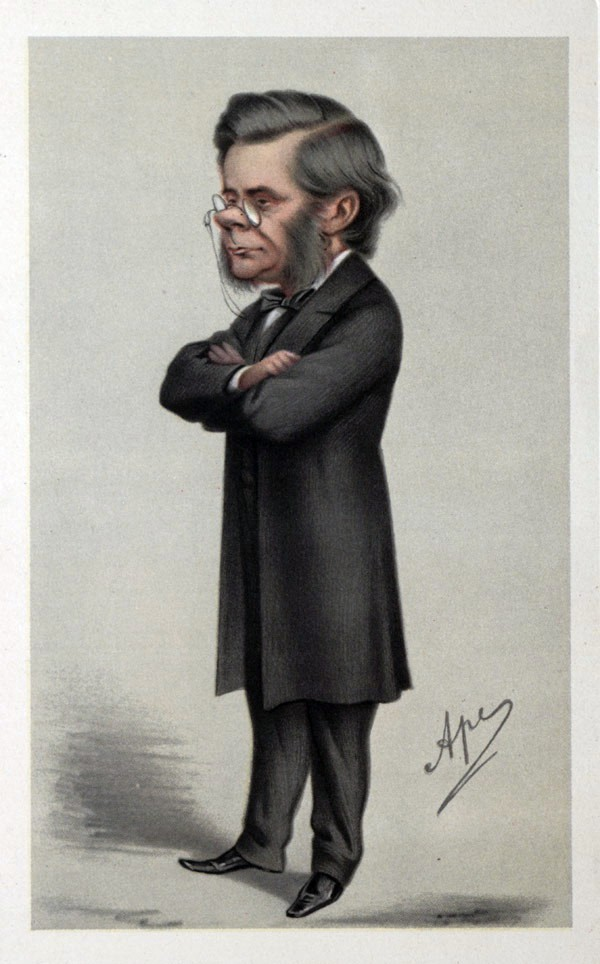
Caricatură de Carlo Pellegrini

- On the morphology of the Cephatous mollusca, Londra, 1853 - Despre morfologia moluștei Cephatous
- Monografia racului
- The Oceanic Hydrozoa. London 1858; online
- On species and races, and their origin, Londra, 1860 - Despre specii și rase și originea lor
- On the zoological relations of man with the lower animals, 1861 - Despre relațiile zoologice ale omului cu animalele inferioare
- Evidence as to Man’s Place in Nature. London 1863; online - Dovezi privind locul omului în natură, lucrare în care s-a străduit să demonstreze afinitățile omului cu maimuțele antropoide; el a precizat, pentru prima dată, în sens darwinist, raporturile dintre om și celelalte primate, aplicând teoria evoluției la clasificarea vertebratelor.
- On Our Knowledge of the Causes of the Phenomena of Organic Nature. Six Lectures to Working Men. London 1863; online
- Lectures on the Elements of Comparative Anatomy. London 1864; online
- Lessons in Elementary Physiology. London 1866; online
- An introduction in the classification of animals , Londra, 1869 - Introducere în clasificarea animalelor
- A Manual of the Anatomy of Vertebrated Animals. London 1871; online
- A Course of Practical Instruction in Elementary Biology. London 1875 – cu H. Newell Martin; online
- Physiography: An Introduction to the Study of Nature. London 1877; online
- A Manual of the Anatomy of Invertebrated Animals. London 1877; online
- The Crayfish: An Introduction to the Study of Zoology. London 1879; online
- On the application of the laws of evolution to the arrangement of the Vertebrata and more particularly of the Mammalia. In: Proceedings of the Zoological Society of London 43,1880, S. 649–662
- Introductory Science Primer. London 1880; online
- Collected Essays. 9 Bände, London 1893–1894
  - Volum 1: Method and Results. Volltext
  - Volum 2: Darwiniana. Volltext
  - Volum 3: Science and Education. Volltext
  - Volum 4: Science and Hebrew Tradition. Volltext
  - Volum 5: Science and Christian Tradition. Volltext
  - Volum 6: Hume, with Helps to the Study of Berkeley. Volltext
  - Volum 7: Man’s Place in Nature. Volltext
  - Volum 8: Discourses, Biological and Geological. Volltext
  - Volum 9: Evolution and Ethics and Other Essays. Volltext
- inițial publicate:
  - Lay Sermons, Addresses and Reviews. London 1870; online
  - Critiques and Addresses. London 1873; online
  - American Addresses. London 1877; online
  - Science and Culture. London 1882; online
  - Social Diseases and Worse Remedies. London 1891
  - Essays upon Some Controverted Questions. London 1892; online
- Michael Foster (Ediția): The Scientific Memoirs of Thomas Henry Huxley. 5 Volume, London 1898–1903
- Julian Huxley (Ediția): T.H. Huxley’s Diary of the Voyage of H.M.S. Rattlesnake. London 1935